# Alexandra L. Phillips
Alexandra Lesley Phillips (ur. 26 grudnia 1983 w Gloucester) – brytyjska polityk, posłanka do Parlamentu Europejskiego IX kadencji.

## Życiorys
Studiowała dziennikarstwo na Cardiff University, po czym pracowała w branży medialnej. Jeszcze w czasie studiów nakręciła film poświęcony Partii Niepodległości Zjednoczonego Królestwa. Później dołączyła do tego ugrupowania, przez trzy lata kierowała jej działem do spraw kontaktów w mediami. Należała wówczas do najbliższych współpracowników Nigela Farage'a. Następnie brała udział w kampanii UKIP w Walii, współpracowała tam z Nathanem Gillem. W 2016 opuściła swoje ugrupowanie, po czym przystąpiła do Partii Konserwatywnej.
W 2019 związała się z Brexit Party, nową inicjatywą Nigela Farage'a. W tym samym roku z jej listy uzyskała mandat posłanki do Europarlamentu IX kadencji. W tych samym wyborach i w tym samym okręgu mandat uzyskała również wówczas tak samo się nazywająca Alexandra Phillips z Partii Zielonych Anglii i Walii.